# Żyworódka (ryba)

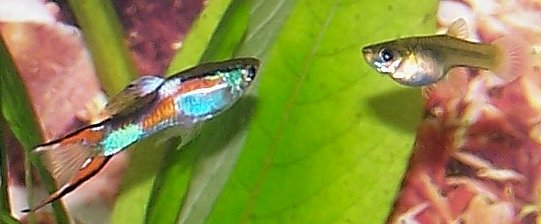
Para gupików Endlera

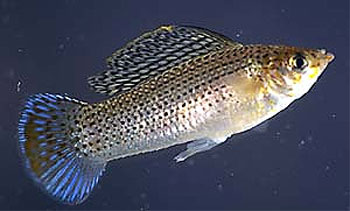
Molinezja szerokopłetwa – samiec

Żyworódka – potoczna nazwa ryby, którą cechuje żyworodność lub jajożyworodność. Termin ten stosowany jest zwykle w odniesieniu do ryb akwariowych – żyworódki są uważane za łatwe w utrzymaniu, zalecane początkującym akwarystom, a przez to często hodowane w akwariach. Do tej grupy należą głównie ryby z rodziny piękniczkowatych, między innymi najdawniej i najczęściej hodowane gupiki, gambuzje, płatki, mieczyki i molinezje. Nazwa żyworódka nie jest nazwą taksonomiczną (nie jest jednoznacznie związana z żadnym taksonem). Żyworodność u ryb rozwinęła się niezależnie w wielu grupach, a wśród współcześnie żyjących występuje w kilkunastu rodzinach ryb chrzęstno- i kostnoszkieletowych. 